# 川島蓉子
川島 蓉子（かわしま ようこ、1961年12月1日 - 2025年1月3日）は、日本のジャーナリスト。伊藤忠ファッションシステム株式会社取締役、ifs未来研究所所長、多摩美術大学非常勤講師。
新潟市出身。早稲田大学商学部卒業、文化服装学院マーチャンダイジング科終了。既婚で2児の母。

## 経歴
ファッションという視点で未来の市場を見据え、アパレル、化粧品、流通、家電、自動車、インテリア関連の企業と、ブランド開発・デザイン開発などのプロジェクトを行う。1年365日、毎朝午前3時起床で原稿を書く暮らしを20年来続ける。
2024年末、散歩の際に転倒して頭部を強打し、2025年1月3日に急性硬膜外血腫のため死去。63歳没。

## 連載
- 日経BP社日経ビジネスオンライン「老舗に問う」サステナブル経営の要諦
- 日経BP社日経ビジネスオンライン「ダサい社長が日本をつぶす」
- NTTドコモサイト 美ボーテ「川島屋百貨店」
- ブレーン宣伝会議「デザインプロジェクトの現在」
- 読売新聞夕刊「くらしにごほうび」
- 新潟日報「新潟 ひとひと話 モノ、人、技　ズーム」

## 出演

### ラジオ
「川島蓉子のひとひと話」(ラジオ日経第2、2016年4月11日-、毎週月曜日）

## 受賞
- クリエイティブディレクターとして手がけた、伊藤忠商事のコーポレートスローガンプロジェクトの新聞広告

2015年 日経広告賞大賞
2016年 日経広告賞 旅客・サービス・商社部門最優秀賞
読売広告大賞 準グランプリ受賞
- 著書「社長、そのデザインでは売れません！」

2016年 日本オフィス家具協会主催「オフィス関連書籍審査」にて優秀作品賞を受賞　

## 著書
- 『TOKYO消費トレンド』（PHP研究所）2002/6
- 『描かれたエルダー』（集英社）2002/4
- 『ビームス戦略』（PHP研究所）2004/3
- 『伊勢丹な人々』（日本経済新聞社）2005/5
- 『なぜ、この企業に惹かれるのか』（アスコム）2005/10
- 『松下のデザイン戦略 業界を揺るがすパラダイムシフトとは』（PHP研究所） 2005/11
- 『上質生活のすすめ』（マガジンハウス）2006/5
- 『ブランドのデザイン』（弘文堂）2006/8
- 『洒落男な時代』（PHP研究所）2006/11
- 『TOKYOファッションビル』（日本経済新聞社）2007/6
- 『資生堂ブランド』  （株式会社アスペクト） 2007/8
- 『フランフランの法則』（東洋経済新報社）2007/9
- 『川島屋百貨店』（ポプラ社）2008/3
- 『伊勢丹な人々』 (日経ビジネス人文庫) 2008/4
- 『虎屋ブランド物語』(東洋経済新報社) 2008/9
- 『なぜデパ地下には人が集まるのか』（PHP研究所） 2008/10
- 『ビームス戦略』(日経ビジネス人文庫) 2008/11
- 『ブランドのデザイン』(文春文庫) 2009/2
- 『イッセイミヤケのルール』（日本経済新聞社）2009/3
- 『社長とランチ なぜこの会社は人の心を惹きつけるのか』（ポプラ社）2009/9
- 『ブランドは NIPPON』(文芸春秋) 2009/11
- 『ライフスタイル仕事術』（PHP研究所）2010/2
- 『川島プロジェクト』（文芸春秋）2010/9
- 『モノ・コトづくりのデザイン』(日本経済新聞出版社) 2010/11
- 『ユナイテッドアローズ』（アスペクト）2011/1
- 『日本をはみ出る 海外で勝負をする4人の日本人の仕事力』 (六耀社) 2011/10
- 『伊勢丹・ストーリー戦略』（PHP研究所） 2012/5
- 『チャーミングな日用品365日』　(ハースト婦人画報社) 2012/10
- 『エスプリ思考 エルメス本社副社長、齋藤峰明が語る』（新潮社）2013/4
- 『365日 Charming Everyday Things』　(伊藤忠ファッションシステム) 2013/4
- 『社長、そのデザインでは売れません！』(日経BP社) 2015/1
- 『TSUTAYAの謎』(日経BP社) 2015/5